# جون اريلاند
جون اريلاند هو كاتب سيناريو ومونتير وممثل كندي، ولد في 30 يناير 1914 بفانكوفر في كندا، وتوفي في 21 مارس 1992 بسانتا باربارا في الولايات المتحدة بسبب ابيضاض الدم.

## أعمال

### أفلام
- (1948) جان دارك
- (1950) كل رجال الملك
- (1957) النزاع المسلح في أو كيه كورال
- (1960) سبارتاكوس[4][5]

## ترشيحات
- جائزة الأوسكار لأفضل ممثل مساعد، عن عمل: كل رجال الملك (1949)

## وصلات خارجية
- جون اريلاند على موقع IMDb (الإنجليزية)
- جون اريلاند على موقع الموسوعة البريطانية (الإنجليزية)
- جون اريلاند على موقع ألو سيني (الفرنسية)
- جون اريلاند على موقع تيرنر كلاسيك موفيز (الإنجليزية)
- جون اريلاند على موقع أول موفي (الإنجليزية)
- جون اريلاند على موقع قاعدة بيانات برودواي على الإنترنت (الإنجليزية)
- جون اريلاند على موقع قاعدة بيانات الأفلام السويدية (السويدية)
- جون اريلاند على موقع إن إن دي بي (الإنجليزية)
- جون اريلاند على موقع قاعدة بيانات الفيلم (الإنجليزية)
- جون اريلاند على موقع كينوبويسك (الروسية)
- جون اريلاند على موقع كينوبويسك (الروسية)